# المؤتمر العالمي للمرأة 1975

عُقد المؤتمر العالمي للمرأة 1975 في الفترة بين 19 يونيو إلى 2 يوليو عام 1975 في مدينة المكسيك، بدولة المكسيك. هو أول مؤتمر عالمي تعقده الأمم المتحدة للتركيز فقط على قضايا المرأة، وقد كان بمثابة نقطة تحول في توجيهات السياسة العامة. بعد هذا المؤتمر، تم اعتبار النساء جزءاً من عملية تطوير وتنفيذ السياسات، بدلاً من اعتبارهم كمتلقيات المساعدة. يعتبر المؤتمر هو أحد فعاليات التي عقدت من أجل السنة الدولية للمرأة والذي أفضى إلى إنشاء كل من عِقد الأمم المتحدة للمرأة ومؤتمرات المتابعة لتقييم التقدم المحرز في القضاء على التمميز ضد المرأة وتحقيق المساواة. وتم اعتماد وثيقتين من وقائع المؤتمر وهما: خطة العمل العالمية التي قدمت أهداف محددة لتقوم الدول بتنفيذها لتحسين أوضاع المرأة وإعلان المكسيك بشأن مساواة المرأة ومساهمتها في التنمية والسلم، والذي ناقش كيف أثرت السياسات الخارجية للدول على النساء. كما أفضى إلى تأسيس معهد الأمم المتحدة الدولي للبحث والتدريب من أجل النهوض بالمرأة لرصد أوجه التحسن إزاء القضايا المطروحة، وتم إنشاء صندوق الأمم المتحدة الإنمائي للمرأة لتمويل البرامج التنموية. وكان هذا المؤتمر هو المناسبة الأولى التي قد تكلل فيها اجتماع المنبر الموازي بالنجاح في تقديم مساهمات في الاجتماع الرسمي وأصبح حافزاً لتكوين جمعيات نسائية في جميع أنحاء العالم.

## تاريخ
عُقد المؤتمر العالمي للمرأة في عام 1975 خلال فترة الحرب الباردة أثناء النزاعات الجغرافية-السياسية القائمة على مصالح الولايات المتحدة والاتحاد السوفيتي في مناطق مختلفة في جميع أنحاء العالم، وقسمت العالم إلى معسكرين حسب مجال التأثير. في هذا الوقت كانت الولايات المتحدة قد انسحبت من حرب الفيتنام، ثمانية وأربعون نزاعاً منفصلأ زعز ع آسيا في عدة مناطق مثل الانقلاب العسكري في أفغانستان، حرب الاستقلال البنغلاديشية، الانقلاب الكمبودي، النظام الجديد بأندونيسيا، الحرب الأهلية اللاوسية، التمرد الشيوعي في ميانمار، الحرب الباكستانية، مذابح سيرلانكا.